# Vaughn (Nowy Meksyk)
Vaughn – miasto w Stanach Zjednoczonych, w stanie Nowy Meksyk, w hrabstwie Guadalupe.